# Den store synagoge i Stockholm
Den store synagoge i Stockholm (hebraisk: בית הכנסת הגדול של שטוקהולם) ligger på Wahrendorffsgatan, ved Berzelii park, i det centrale Stockholm. Det er den største af de tre synagoger i Stockholm. De to andre, som er ortodokse, er Adat Jeschurun og Adat Jisrael.
Bygningen af den store synagoge blev påbegyndt 1867 efter tegninger af arkitekten Fredrik Wilhelm Scholander og i 1870 blev den indviet, samme år som jøder i Sverige fik fuldstændige borgerrettigheder. Scholander byggede synagogen efter en vision om et antikt assyrisk tempel, hvilket blandt andet ses på den rige blomsterornamentik på vægge og omkring søjler. Interiørmæssigt er synagogen stærkt påvirket af de idealer som karakteriserar tysk reformjødedom, som var den fremherskende indflydelse inden for svensk jødedom på den tid. I dag står synagogen for en egalitær, konservativ jødedom; et par gange om måneden er der desuden progressive gudstjenester i et tilstødende lokale.
I forbindelse med synagogen finder man Willy Gordons bronzestatue Flykten med Toran som forestiller en jøde som flygter med rullerne med Moseloven. Originalen, som kun måler 53 cm, blev skabt 1945.
Rabbiner 2015 er Ute Steyer, den første kvindelige rabbiner i Sverige.

## Galleri
59°19′55″N 18°04′27″Ø / 59.331892°N 18.074208°Ø